# Edward Hallowell (Herpetologe)
Edward Hallowell (* 14. September 1808; † 11. August 1860) war ein US-amerikanischer Mediziner und Herpetologe. Hallowell studierte Medizin in Philadelphia und praktizierte dort als Arzt.

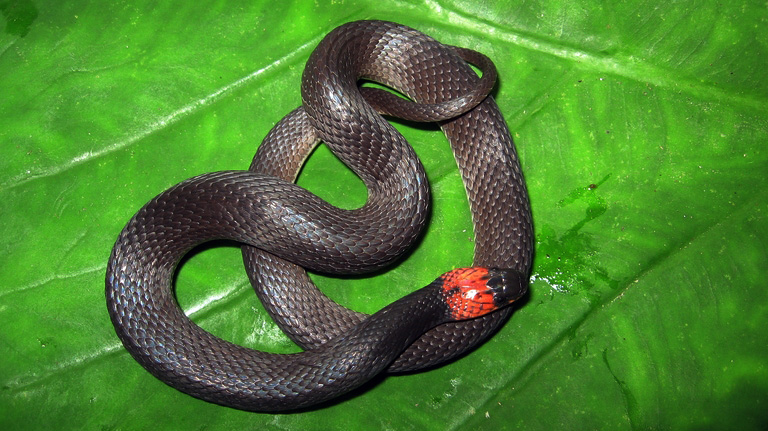
Hallowells Kaffeeschlange (Ninia atrata)

Als Herpetologe beschrieb er 60 neue Arten von Reptilien, darunter die Kaffeeschlange Ninia atrata, die Dunkle Erdschlange (Atractus fuliginosus), die Wolfsnatter Lycophidion laterale, die Hausschlange Boaedon virgatus (früher Lamprophis virgatus) und die Wurm-Schwarzkopfschlange (Tantilla vermiformis). Außerdem beschrieb er auch Amphibien wie die Kröte Amietophrynus maculatus und den Frosch Hyperolius concolor oder den Schwertschwanzmolch Cynops ensicauda. Ihm zu Ehren wurde der Baumfrosch Hyla hallowellii benannt (Thompson 1912).
Er publizierte meist in den Proceedings of the Academy of Natural Sciences in Philadelphia.